# Лауріц Туксен
Лауріц Туксен (дан. Laurits Tuxen; 9 грудня 1853, Копенгаген — 21 листопада 1927, Копенгаген
) — данський художник і скульптур, придворний художник російського імператора Олександра III, професор копенгагенської Академії мистецтв.

## Життя та творчість
Художню освіту здобув у данській Королівській академії мистецтв, де навчався разом з іншим класиком данського мистецтва, П. С. Креєром. Вже під час навчання в академії показав себе одним із найобдарованіших учнів.
У 1870 вперше відвідав Скаген (згодом був тісно пов'язаний з творчою групою Скагенські художники), потім (у 1880-х — 1890-х) багато подорожував Європою. Під час цих поїздок художник написав кілька портретів членів різних королівських родин, у тому числі данського короля Крістіана IX, королеви Великобританії та Ірландії Вікторії та російської імператорської родини.
У 1880-х був першим керівником Вільної художньої школи в Копенгагені, створеною групою художників, обурених закосненим академізмом, що викладається в Королівській академії мистецтв.
У 1901, після смерті своєї першої дружини Урсули, вдруге одружився з норвежкою Фредерікою Трешоу і оселився з нею в Скагені, на півночі Ютландії, у місцевій колонії художників. Повернувшись до Копенгагена, проте літні місяці проводив у Скагені, де змальовував на полотні місцеві пейзажі, квіти в саду, писав портрети членів своєї родини та друзів. Писав також полотна, присвячені історичній тематиці живопису.
Похований на Західному цвинтарі Копенгагена.

## Галерея

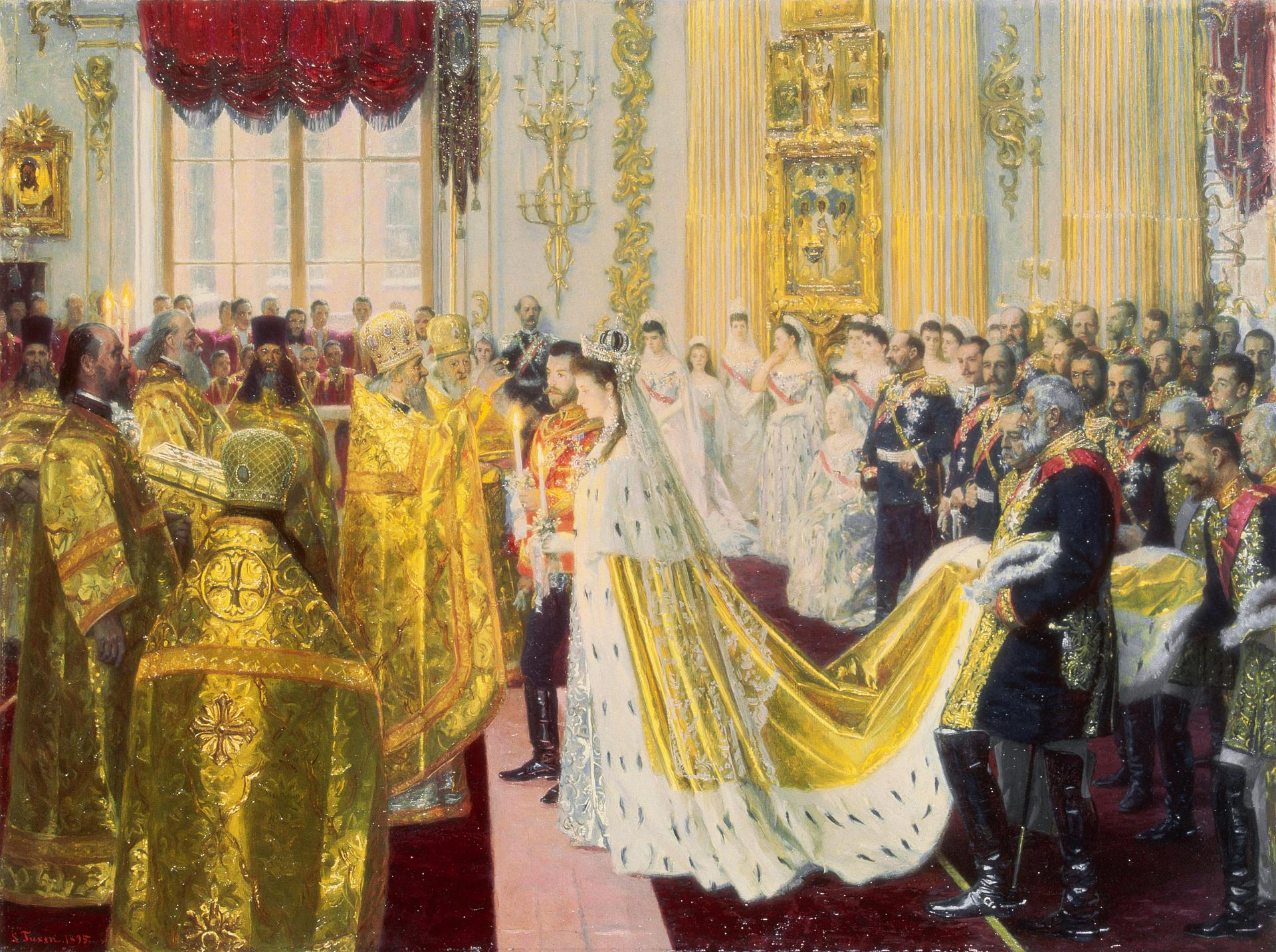
Весілля цесаревича Миколи
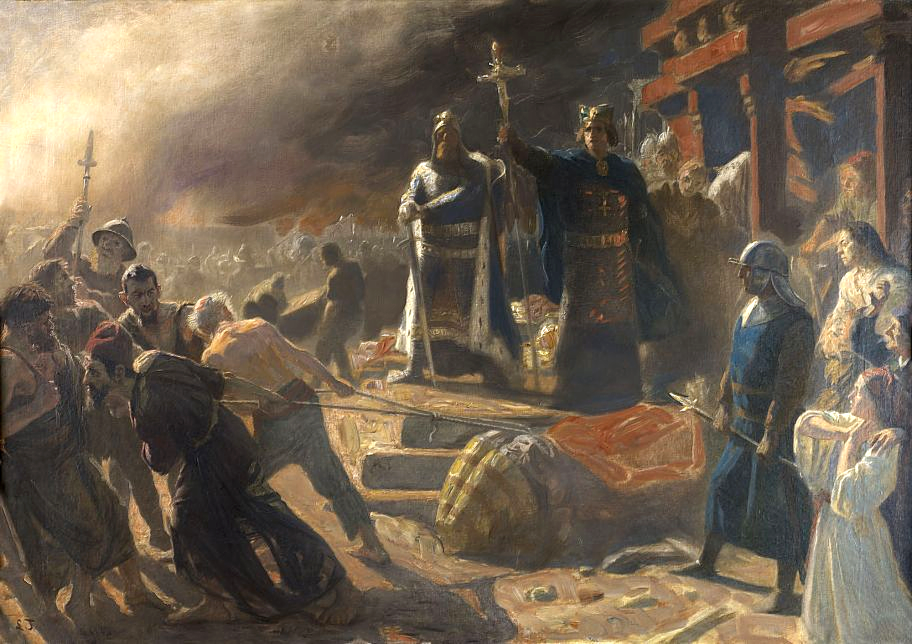
Єпископ Абсалон викриває божество Святовіта в Арконі
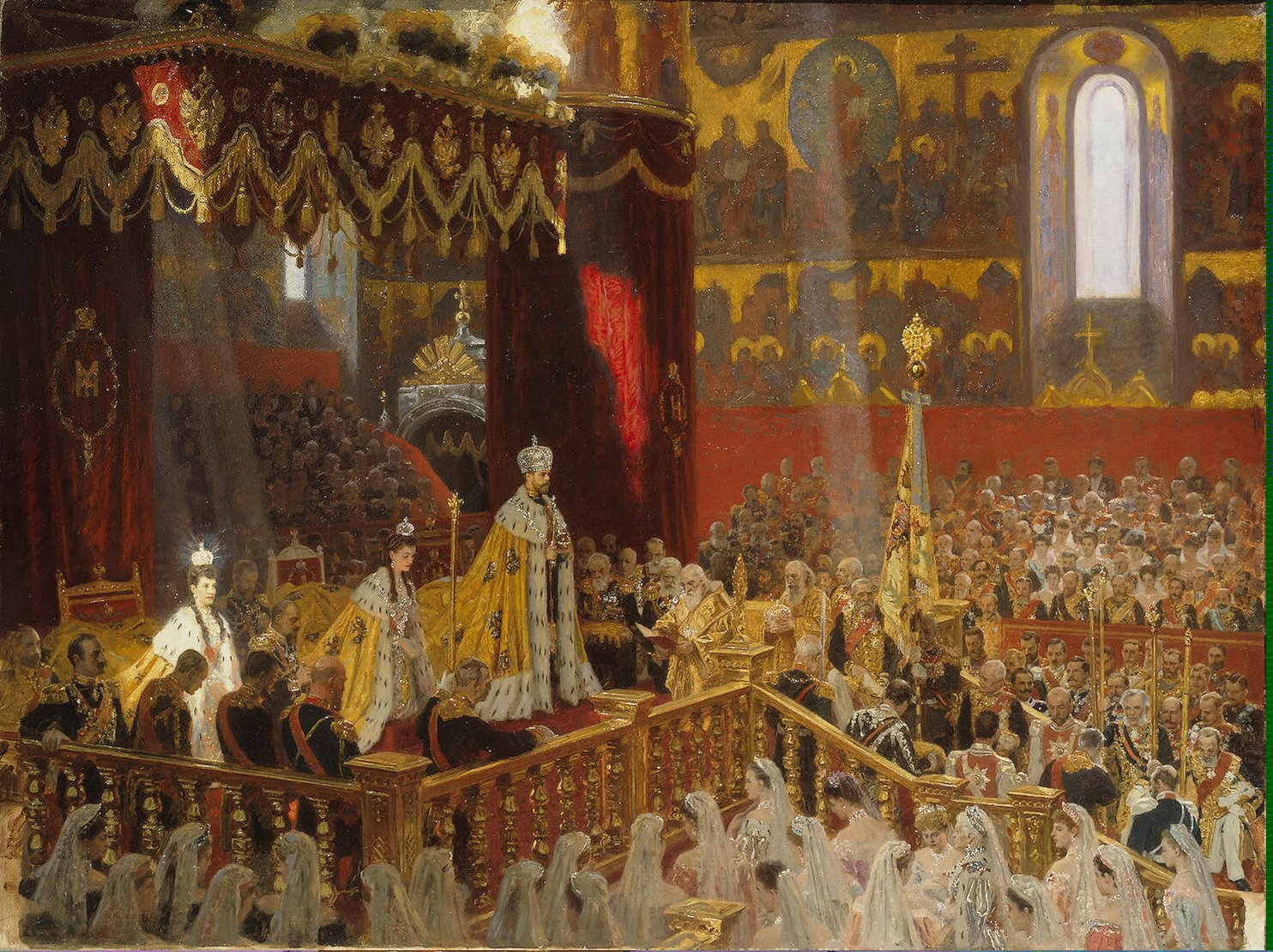
Коронація імператора Миколи II
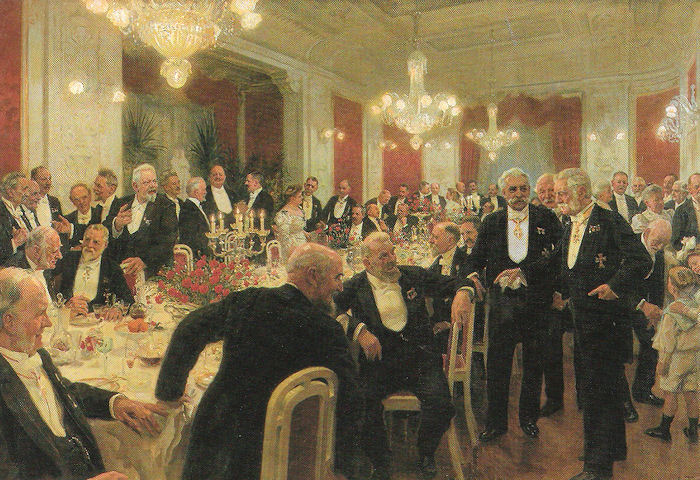
Бенкет на честь ювілею сімейної фірми Мареско (1906)
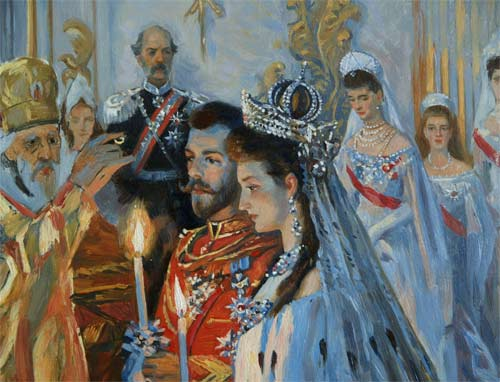
Вінчання цесаревича Миколи та Аліси Гессенської (1895)
Винесення потонулого на берег (1913)
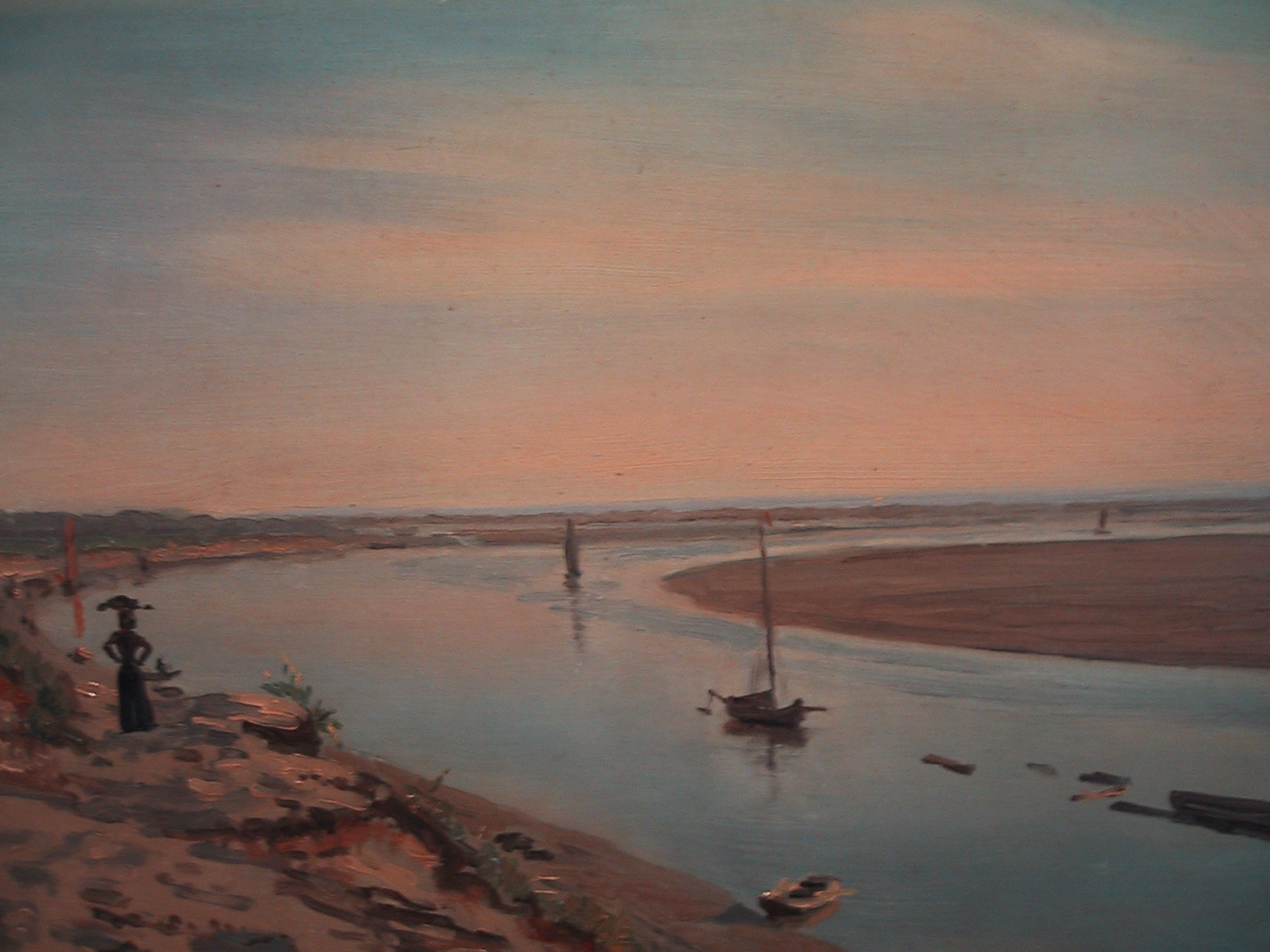
Вид на Нюміндегаб (1879)
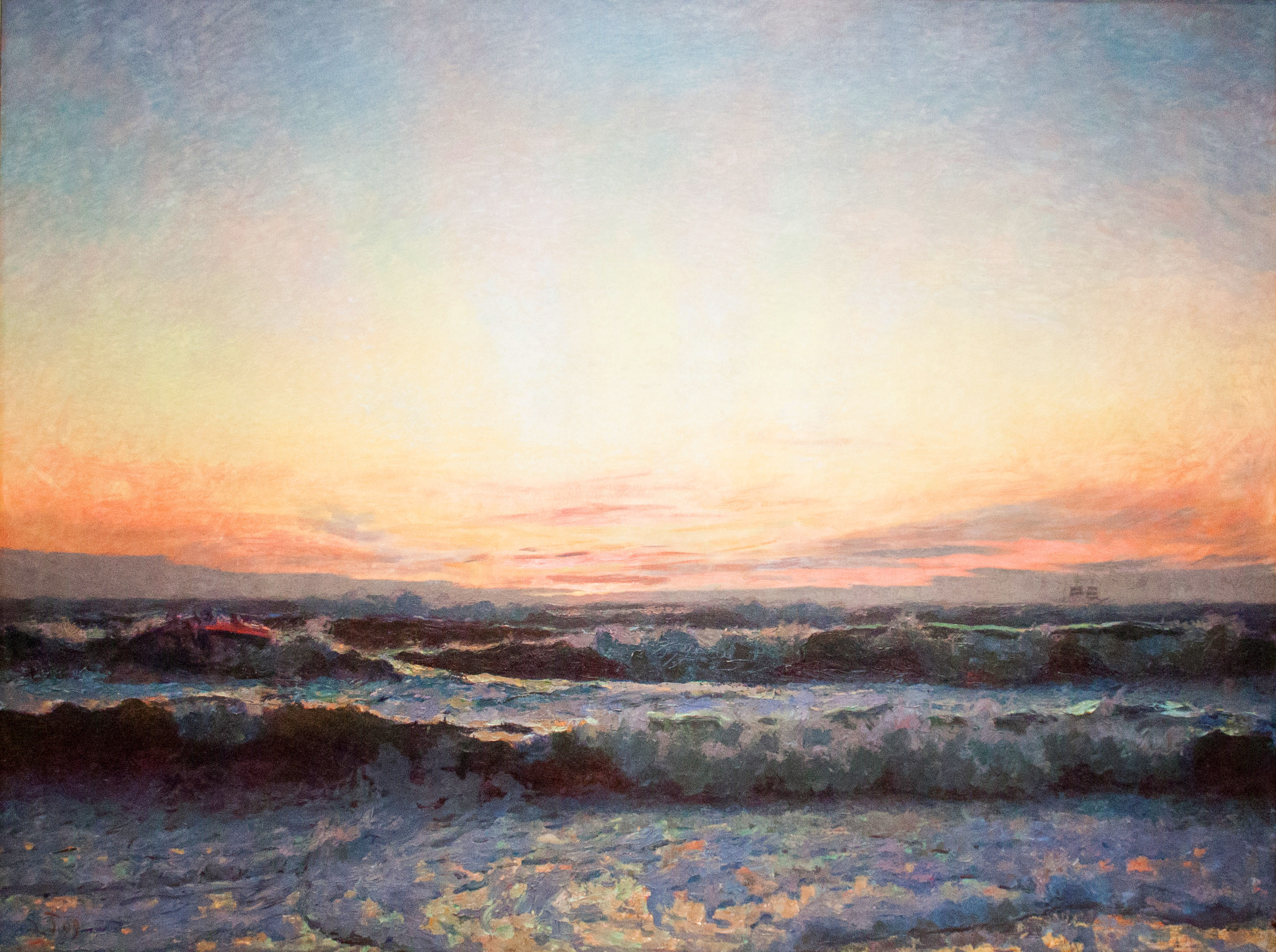
Північне море у шторм (1909)
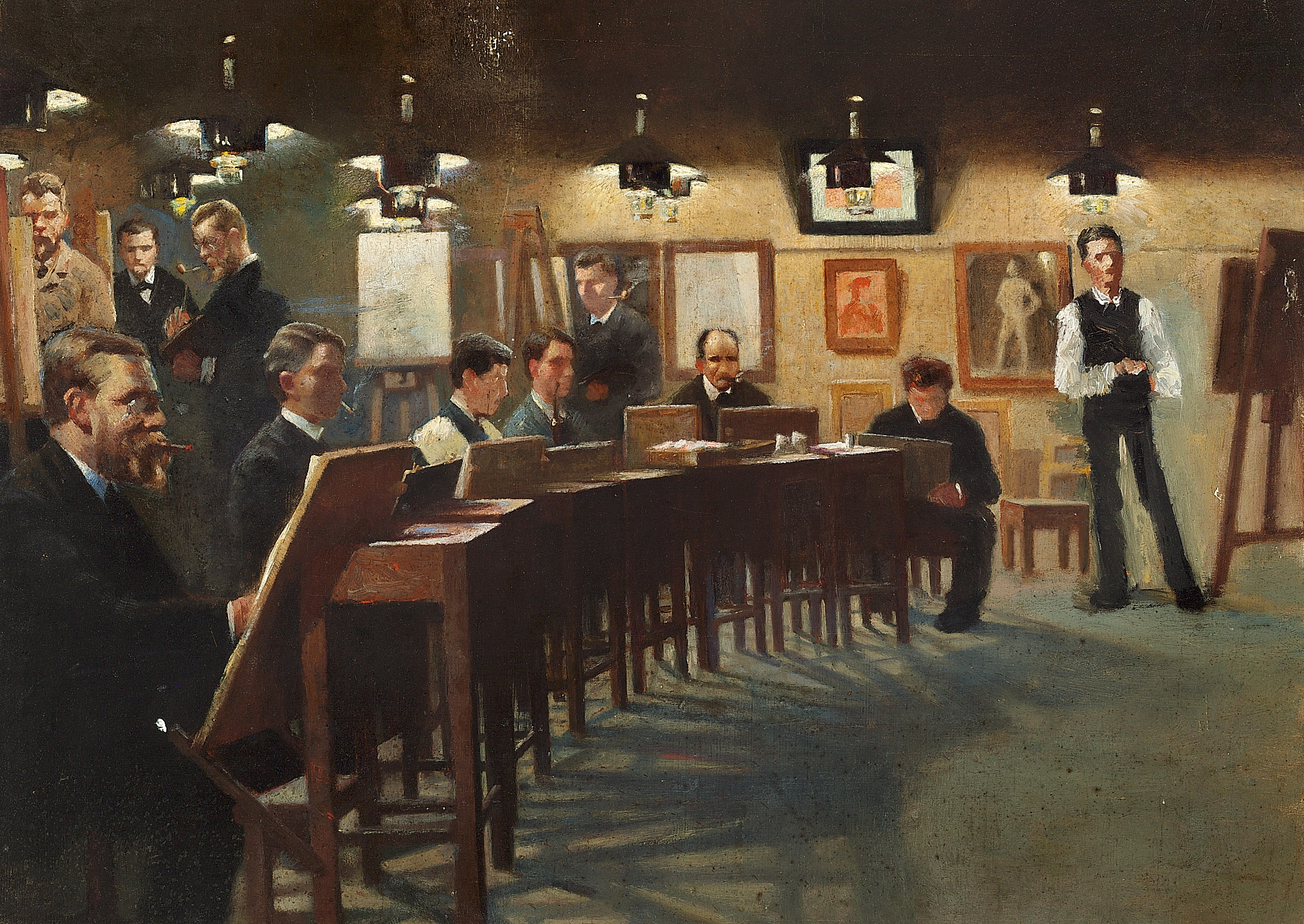
Школа у Хальмторветі (1883)
Портрет принцеси Тір Данської з дочкою Ольгою (1885)